# Ácido acetilsalicílico
El ácido acetilsalicílico o AAS (C9H8O4), conocido popularmente como aspirina, nombre de una marca que pasó al uso común, es un fármaco de la familia de los salicilatos. Se utiliza como medicamento para tratar el dolor (analgésico), la fiebre (antipirético) y la inflamación (antiinflamatorio), debido a su efecto inhibitorio, no selectivo, de la ciclooxigenasa.
Se utiliza también para tratar inflamaciones específicas tales como la enfermedad de Kawasaki, la pericarditis o la fiebre reumática. La administración de aspirina poco después de un ataque al corazón disminuye el riesgo de muerte y su uso a largo plazo ayuda a prevenir ataques cardíacos, accidentes cerebrovasculares y coágulos de sangre en personas con alto nivel de riesgo. Puede disminuir el riesgo de padecer ciertos tipos de cáncer, en especial el cáncer colorrectal. En el tratamiento del dolor o la fiebre, sus efectos comienzan de forma típica a los treinta minutos. El ácido acetilsalicílico es el antiinflamatorio no esteroideo (AINE) por excelencia y funciona de forma similar a otros AINE, aunque bloquea el normal funcionamiento de las plaquetas (antiagregante plaquetario).
Entre los efectos secundarios comunes se encuentra la dispepsia y entre los efectos secundarios más importantes la úlcera péptica, la perforación del estómago y el empeoramiento del asma. El riesgo de hemorragia aumenta en personas mayores, consumidores de alcohol, de otros antiinflamatorios no esteroideos o de anticoagulantes. La aspirina no está recomendada en mujeres que se encuentren en la última fase del embarazo. En general, tampoco está recomendada en niños con infecciones, debido al riesgo de sufrir el síndrome de Reye, y en dosis altas puede provocar tinnitus (zumbido en los oídos).
El ácido salicílico, presente en las hojas del sauce (Salix), ha sido utilizado por la humanidad desde hace por lo menos 2400 años. El ácido acetilsalicílico fue sintetizado por primera vez por el químico francés Charles Frédéric Gerhardt en 1853, al combinar el salicilato de sodio con cloruro de acetilo. En la segunda mitad del siglo XIX otros químicos describieron su estructura química e idearon métodos más eficientes para su síntesis. En 1897, los científicos de Bayer comenzaron a estudiar la aspirina como un posible reemplazo menos irritante que los medicamentos de salicilato comunes. Aunque antes de 1899, Bayer había llamado al fármaco «Aspirina» y la comercializaba bajo esa marca en todo el mundo, los derechos de la empresa sobre la marca se perdieron o vendieron en muchos países. Su popularidad creció durante la primera mitad del siglo XX, lo que condujo a una fuerte competencia entre distintas marcas y productos cuyo principio activo era el ácido acetilsalicílico.
La aspirina es uno de los medicamentos más utilizados en el mundo, con un consumo estimado en 40 000 toneladas anuales, o lo que es lo mismo, entre 50 000 y 120 000 millones de pastillas. Está en la lista de medicamentos esenciales de la Organización Mundial de la Salud, donde se clasifican los medicamentos básicos que todo sistema de salud debería tener. La aspirina también está disponible como medicamento genérico y el coste al por mayor en los países desarrollados en 2014 era de entre 0,002 y 0,025 dólares (USD) por dosis. En el caso de Estados Unidos, en 2015 un mes de medicación tenía un coste de media menor a 25 dólares (USD).

## Historia

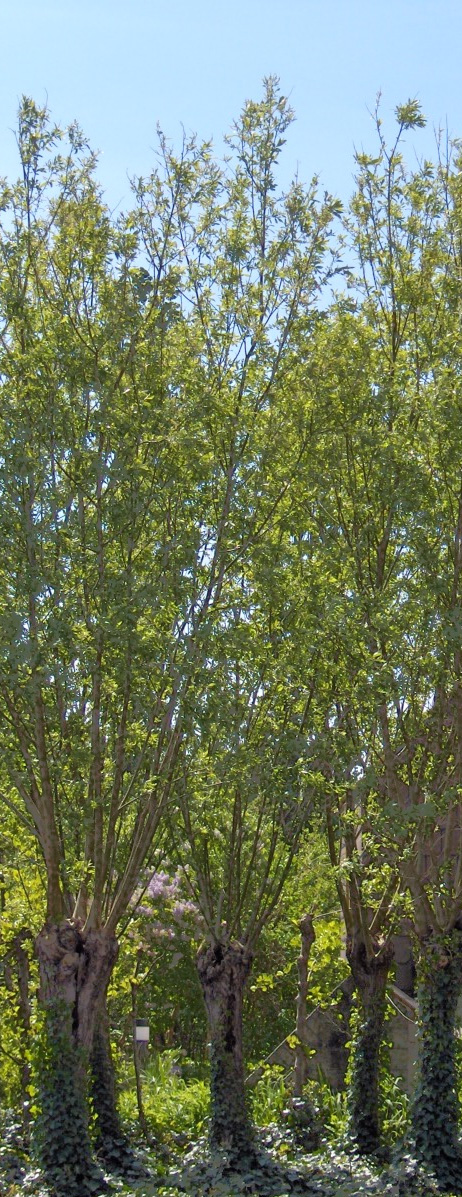
El sauce blanco (Salix alba) es una de las especies del género Salix que se utilizaban en la antigüedad por sus propiedades antipiréticas.

Los antiguos egipcios pueden haber utilizado la corteza del sauce blanco (cuyo nombre latino es Salix alba) para fines medicinales.
Los sumerios y los chinos usaban las hojas de sauce como analgésico antes del 1000 a. C.
La primera mención se encuentra en los textos de Hipócrates (460-370 a. C.), padre de la medicina griega, que usaba un brebaje extraído de hojas y corteza del sauce Salix Latinum para aliviar los dolores y la fiebre de sus pacientes.
También en alguna cultura amerindia (en el continente americano) se puede haber utilizado la corteza del sauce blanco para fines medicinales.
Existen evidencias de que entre los pueblos hispanorromanos se contaba con algún posible ejemplo del uso y sacralidad del sauce.
Los efectos medicinales del sauce blanco continuaron siendo mencionados por autores antiguos como el polígrafo y naturalista romano Plinio el Viejo (23-79), el médico y farmacéutico griego Dioscórides (40-90) o el célebre médico griego Galeno (130-200).
Durante la Edad Media se hervía la corteza del sauce y la daban a beber a la gente que sufría de dolencias. Sin embargo, este brebaje divino paso al olvido debido a una ley que restringió el descortezamiento y corte de hojas de este sauce, ya que eran utilizadas en la industria cestera.
En la época posrenacentista (1763) Edward Stone, reverendo de la Iglesia de Inglaterra, presentó un informe a lord Macclesfield, quien presidía la Royal Society, referente a estas propiedades terapéuticas de la corteza de sauce blanco destacando su efecto antipirético.
Stone describió en su trabajo que había administrado el extracto en forma de té o cerveza a 50 pacientes febriles, aliviándoles el síntoma.
Investigaciones posteriores condujeron al principio activo de esta planta, que los científicos llamaron salicilina, un precursor del ácido salicílico y del ácido acetilsalicílico.
El principio activo de la corteza de sauce fue aislado en 1828 por Johann Buchner, profesor de Farmacia en la Universidad de Múnich, quien relató que se trataba de una sustancia amarga y amarillenta, en forma de agujas cristalinas que llamó salicina.
Sin embargo, dos años antes, los italianos Brugnatelli y Fontana aislaron ese mismo extracto, pero en forma muy impura, y no lograron demostrar que la sustancia era la causante de los efectos farmacológicos de la corteza de sauce blanco.
En 1829 un farmacéutico francés, Henri Leroux, improvisó un procedimiento de extracción del que obtuvo 30 gramos de salicilina a partir de 1,5 kg de corteza. En 1838 Raffaele Piria (químico italiano), trabajando en La Sorbona de París logró separar la salicina en azúcar y un componente aromático llamado salicilaldehído. A este último compuesto lo convirtió, por hidrólisis y oxidación, en cristales incoloros a los que puso por nombre ácido salicílico.

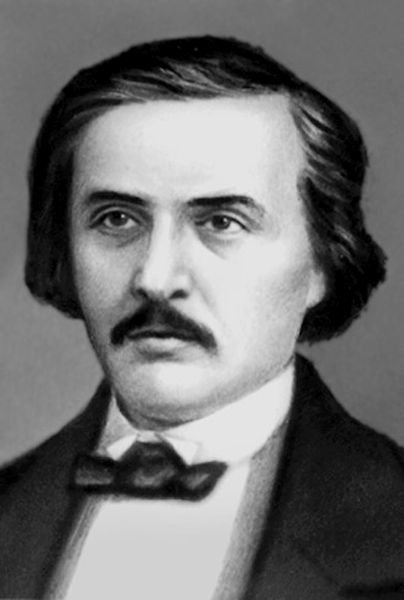
Charles Frédéric Gerhardt, primero en sintetizar una forma purificada del ácido acetil salicílico.

El ácido acetilsalicílico fue sintetizado por primera vez por el químico francés Charles Frédéric Gerhardt en 1853, queriendo mejorar el sabor amargo y otros efectos secundarios del ácido salicílico como la irritación de las paredes del estómago, al combinar el salicilato de sodio con cloruro de acetilo; y luego en forma de sal por Hermann Kolbe en 1859.
No obstante, hubo que esperar hasta 1897 para que el farmacéutico alemán Felix Hoffmann, investigador de los laboratorios Bayer y que, buscando un alivio eficaz contra los dolores que su padre sufría por un reumatismo crónico tratado con ácido salicílico además de importantes efectos secundarios, consiguiera sintetizar al ácido acetilsalicílico con gran pureza.
Sus propiedades terapéuticas como analgésico y antiinflamatorio fueron descritas en 1899 por el farmacólogo alemán Heinrich Dreser, lo que permitió su comercialización.
Muchos años después, en 1949, el que fuera jefe directo de Hoffmann, Arthur Eichengrün publica un artículo reivindicando el descubrimiento.
Se trataría de algo realmente sorprendente, que alguien reclame para sí un mérito 50 años después, cuando la aspirina ya llevaba décadas convertida en un fármaco famoso en todo el mundo. De hecho esta reivindicación fue ignorada por los historiadores científicos hasta 1999, fecha en la que el investigador de Walter Sneader de la Universidad de Strathclyde (en Glasgow), volvió a postular que fue Eichengrün quien tuvo la idea de sintetizar el ácido acetilsalicílico.
En todo caso, la casa Bayer, a la que importaría poco si los méritos deberían caer en uno u otro de sus empleados, y que lógicamente tiene todos los documentos que afectan al caso, refutó en un comunicado de prensa esta hipótesis, pero la controversia sigue abierta.
Aspirina fue el nombre comercial acuñado por los laboratorios Bayer para esta sustancia, convirtiéndose en el primer fármaco del grupo de los AINE (antiinflamatorios no esteroideos). Posteriormente, en 1971, el farmacólogo británico John Robert Vane, entonces empleado del Royal College of Surgeons (Colegio Real de Cirujanos) de Londres, pudo demostrar que el AAS suprime la producción de prostaglandinas y tromboxanos, lo que abrió la posibilidad de su uso en bajas dosis como antiagregante plaquetario, ampliando enormemente su campo comercial y compensando el hecho de que, en la actualidad, su uso como antiinflamatorio de elección haya sido desplazado por otros AINE más eficaces y seguros.
En 1985 la secretaría del Servicio de Salud de Estados Unidos, Margaret Heckler, anunció que la dosis de una aspirina diaria ayudaba en personas que habían sufrido un infarto de miocardio a prevenir nuevos ataques de isquemia coronaria.
Durante la Primera Guerra Mundial (1914-1919), la marca «aspirina» fue expropiada en los países ganadores, fundamentalmente Reino Unido, Estados Unidos y Francia; de tal manera que en estos países aspirin pasó a ser el nombre genérico de la sustancia.
La aspirina hoy es un fármaco registrado en más de 70 países del mundo.
Desde su comercialización se han consumido más de trescientos cincuenta billones de comprimidos y se estima que el consumo diario es de unos cien millones de aspirinas.
Consecuentemente, es uno de los fármacos más usados en el mundo, con un consumo estimado de más de 100 toneladas métricas diarias.
En 2010 el 100 % de la producción mundial de ácido acetilsalicílico manufacturada por Bayer se realizaba en la planta de Bayer de La Felguera.
Desde allí se envía a diferentes partes del mundo donde se preparan los comprimidos y diferentes formas farmacéuticas en las que se vende la Aspirina.

## Descripción

Síntesis del ácido acetilsalicílico.

El ácido salicílico o salicilato, producto metabólico de la aspirina, es un ácido orgánico simple con un pKa de 3,0. La aspirina, por su parte, tiene un pKa de 3,5 a 25 °C.
Tanto la aspirina como el salicilato sódico son igualmente efectivos como antiinflamatorios, aunque la aspirina tiende a ser más eficaz como analgésico.
En la producción del ácido acetilsalicílico, se protona el oxígeno para obtener un electrófilo más fuerte.
La reacción química de la síntesis de la aspirina se considera una esterificación. El ácido salicílico es tratado con anhídrido acético, un compuesto derivado de un ácido, lo que hace que el grupo hidroxilo del salicilato se convierta en un grupo acetilo (salicilato-OH → salicilato-OCOCH3). Este proceso produce aspirina y ácido acético, el cual se considera un subproducto de la reacción.
La producción de ácido acético es la razón por la que con frecuencia la aspirina tiene un olor avinagrado.
Como catalizador casi siempre se usan pequeñas cantidades de ácido sulfúrico y ocasionalmente ácido fosfórico. El método es una de las reacciones más usadas en los laboratorios de química en universidades de pregrado.

## Farmacocinética

### Vías de administración (formas de uso)

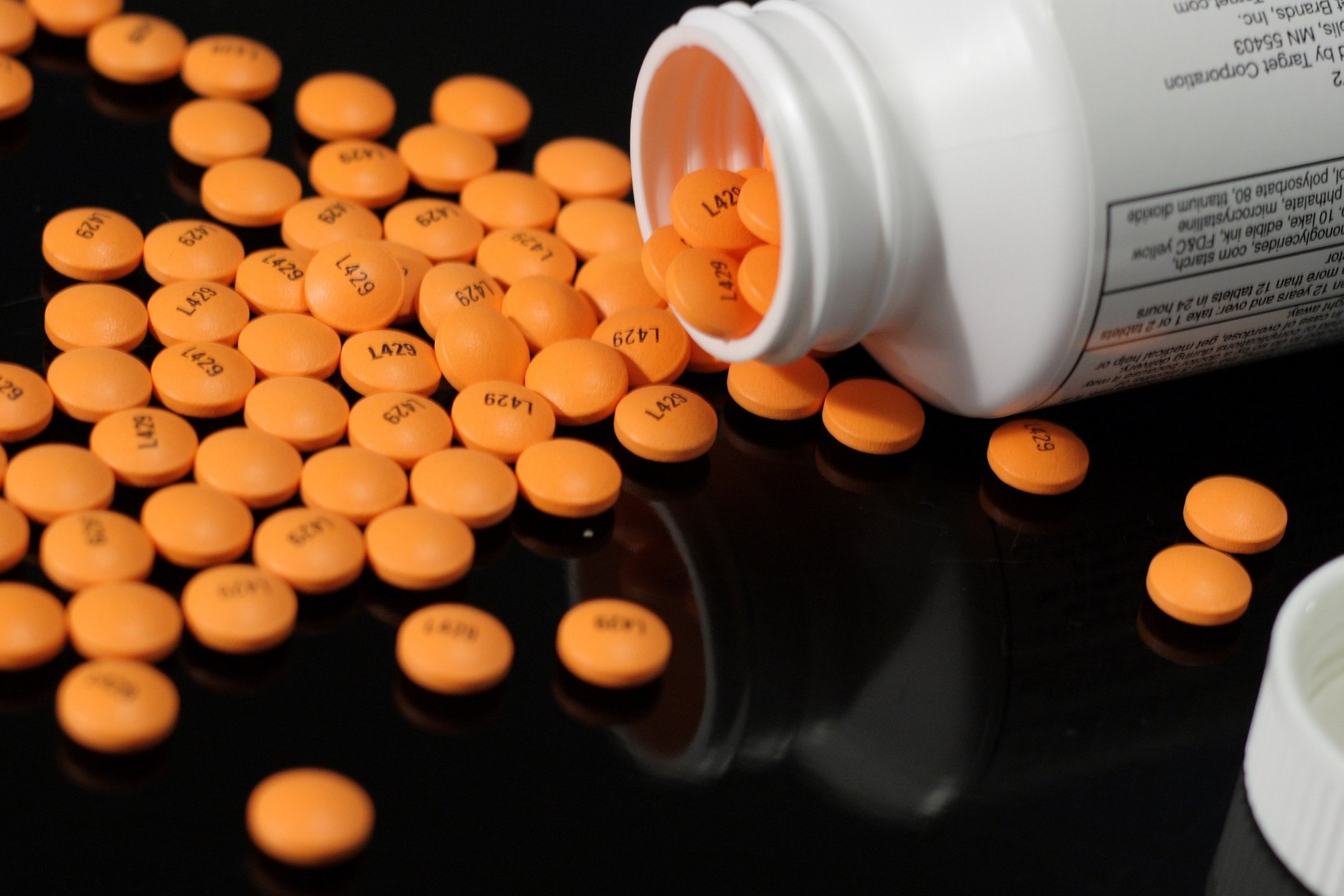
Aspirina con cubierta entérica para administración por vía oral.

El ácido acetilsalicílico se administra principalmente por vía oral, aunque también existe para uso por vía rectal, por vía intramuscular y por vía intravenosa.
Los comprimidos de aspirina para administración oral se hidrolizan con facilidad cuando se ven expuestos al agua o aire húmedo, de modo que deben permanecer almacenados en sus envoltorios hasta el momento de su administración. La aspirina que se ha hidrolizado así despide un olor a vinagre (en realidad es ácido acético) y no debe ingerirse. La aspirina también viene en preparados masticables para adultos. Los preparados efervescentes y saborizados son aptos para quienes prefieran la administración líquida del medicamento.
Es mayor la probabilidad de problemas severos del estómago con la aspirina que no tiene recubrimiento entérico.

### Absorción
La aspirina tiene muy escasa solubilidad en condiciones de pH bajo ―como dentro del estómago―, hecho que puede retardar la absorción de grandes dosis del medicamento unas 8-24 horas. Todos los salicilatos, incluyendo la aspirina, se absorben rápidamente por el tracto digestivo a la altura del duodeno y del intestino delgado, alcanzando la concentración máxima en el plasma sanguíneo al cabo de 1 a 2 horas.
Por ser un ácido débil, muy poco queda remanente en forma ionizada en el estómago después de la administración oral del ácido salicílico. Debido a su baja solubilidad, la aspirina se absorbe muy lentamente en casos de sobredosis, haciendo que las concentraciones plasmáticas aumenten de manera continua hasta 24 horas después de la ingesta.
La biodisponibilidad es muy elevada, aunque la absorción tiende a ser afectada por el contenido y el pH del estómago.

### Distribución
La unión del salicilato a las proteínas plasmáticas es muy elevada, superior al 99 %, y de dinámica lineal.
La saturación de los sitios de unión en las proteínas plasmáticas conduce a una mayor concentración de salicilatos libres, aumentando el riesgo de toxicidad. Presenta una amplia distribución tisular, atravesando las barreras hematoencefálica y placentaria. La vida media sérica es de aproximadamente 15 minutos. El volumen de distribución del ácido salicílico en el cuerpo es de 0,1-0,2 l/kg. Los estados de acidosis tienden a incrementar el volumen de distribución porque facilitan la penetración de los salicilatos a los tejidos.

### Metabolismo
La aspirina se hidroliza parcialmente a ácido salicílico debido al efecto de primer paso en el hígado (gran parte del ácido acetilsalicílico no llega a la circulación sistémica, ya que pasa del sistema digestivo al hígado gracias a la vena porta). Este metabolismo hepático está sujeto a mecanismos de saturación, por lo que al superarse el umbral, las concentraciones de la aspirina aumentan de manera desproporcionada en el organismo. También es hidrolizada a ácido acético y salicilato por esterasas en los tejidos y la sangre.

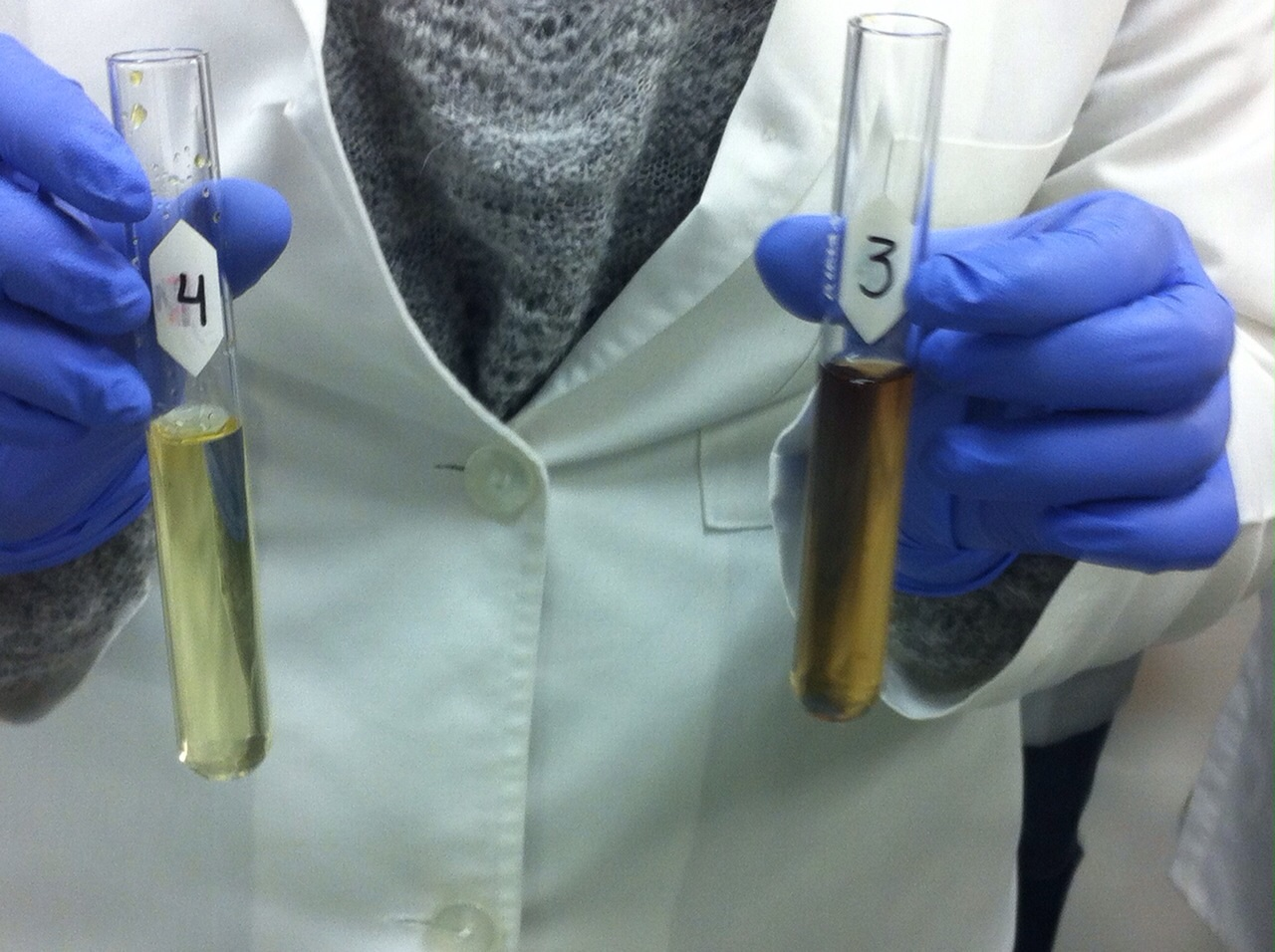
Detección de salicilatos en orina utilizando cloruro férrico después de ingerir 500 mg de aspirina (ácido acetilsalicílico). Tubo izquierdo: control. Tubo derecho: presencia de salicilatos. Laboratorios Tecnológico de Monterrey, Campus Ciudad de México.

La aspirina pasa por el hígado, siendo después absorbida por el torrente sanguíneo ayudando así a calmar el dolor y malestar general.

## Farmacodinámica

### Mecanismo de acción

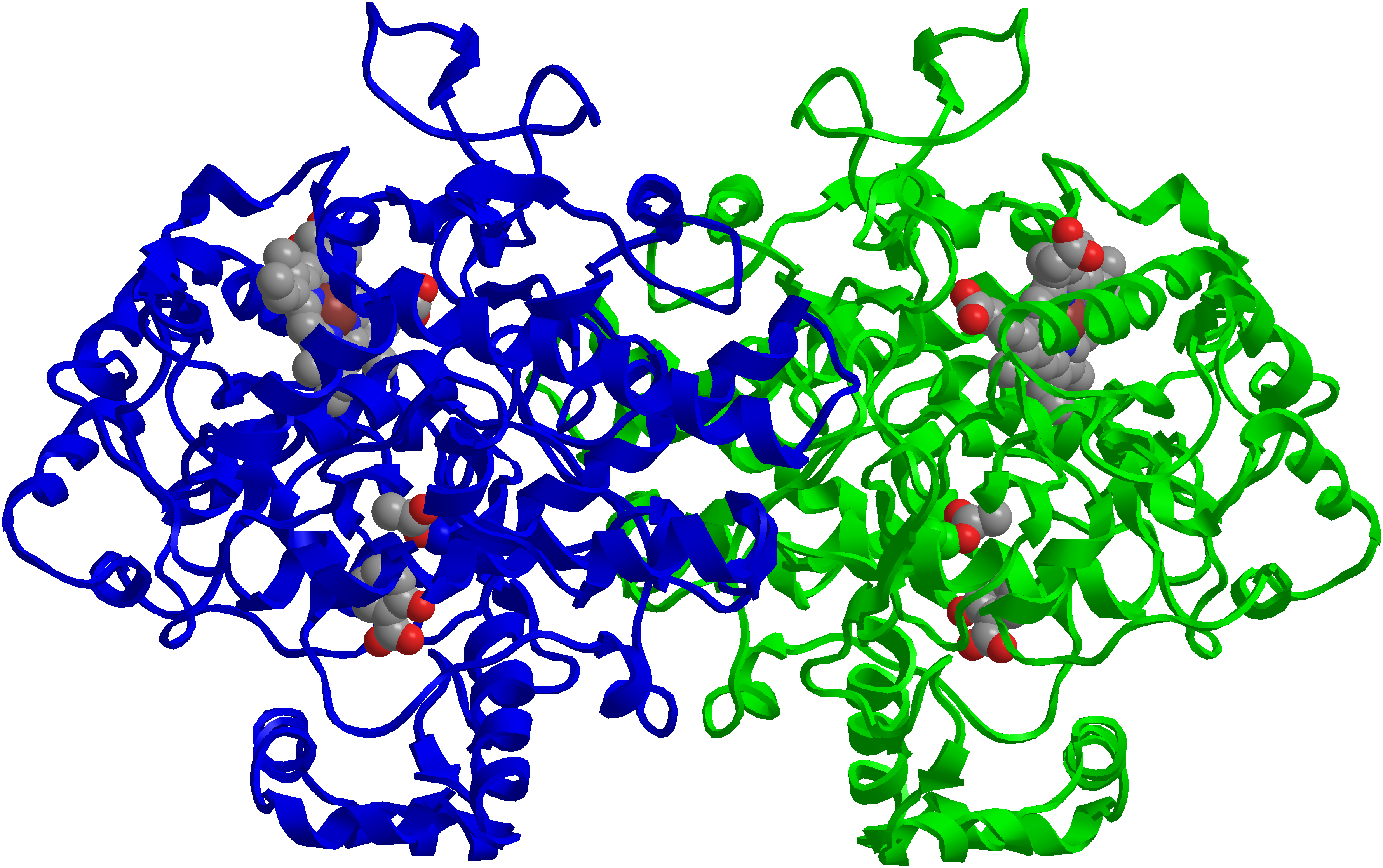
Estructura de una molécula de COX-2 inactivada por la aspirina. En el sitio de acción de cada uno de los monómeros de la COX-2, la aspirina (la molécula gris más pequeña) ha acetilado a la serina de la posición 530. También en la imagen se ve el cofactor hemo con un átomo de hierro (la molécula gris con el hierro de color marrón).

Los mecanismos biológicos para la producción de la inflamación, dolor o fiebre son muy similares. En ellos intervienen una serie de sustancias que tienen un final común. En la zona de la lesión se generan unas sustancias conocidas con el nombre de prostaglandinas. Se las podría llamar también "mensajeros del dolor". Estas sustancias informan al sistema nervioso central de la agresión y se ponen en marcha los mecanismos biológicos de la inflamación, el dolor o la fiebre. En 1971 el farmacólogo británico John Robert Vane demostró que el ácido acetilsalicílico actúa interrumpiendo estos mecanismos de producción de las prostaglandinas y tromboxanos.
Así, gracias a la utilización de la aspirina, se restablece la temperatura normal del organismo y se alivia el dolor. La capacidad de la aspirina de suprimir la producción de prostaglandinas y tromboxanos se debe a la inactivación irreversible de la ciclooxigenasa (COX), enzima necesaria para la síntesis de esas moléculas proinflamatorias. La acción de la aspirina produce una acetilación (es decir, añade un grupo acetilo) en un residuo de serina del sitio activo de la COX.

### Efectos

#### Efectos antiinflamatorios
La aspirina es un inhibidor no selectivo de ambas isoformas de la ciclooxigenasa, pero el salicilato, el producto metabólico normal de la aspirina en el cuerpo, es menos eficaz en la inhibición de ambas isoformas. Los salicilatos que no son acetilados pueden tener funciones en la eliminación de radicales del oxígeno. La aspirina inhibe irreversiblemente a la COX-1, modifica la actividad enzimática de la COX-2 e inhibe la agregación plaquetaria, no así las especies no acetiladas del salicilato.
Por lo general, la COX-2 produce los prostanoides, la mayoría de los cuales son proinflamatorios. Al ser modificada por la aspirina, la COX-2 produce en cambio lipoxinas, que tienden a ser antiinflamatorias. Los AINE (antiinflamatorios no esteroideos) más recientes se han desarrollado para inhibir la COX-2 solamente y así reducir los efectos secundarios gastrointestinales de la inhibición de la COX-1.
La aspirina también interfiere con los mediadores químicos del sistema calicreína-cinina, por lo que inhibe la adherencia de los granulocitos sobre la vasculatura que ha sido dañada, estabiliza los lisosomas evitando así la liberación de mediadores de la inflamación e inhibe la quimiotaxis de los leucocitos polimorfonucleares y macrófagos.

#### Efectos analgésicos
La aspirina es más eficaz reduciendo el dolor leve o de moderada intensidad por medio de sus efectos sobre la inflamación y porque es probable que pueda inhibir los estímulos del dolor a nivel cerebral subcortical. Es un ácido orgánico débil que tiene al mismo tiempo una función de ácido carboxílico y de fenol, ya que también se le considera el orto fenol del ácido benzoico (su nombre es ortofenometiloico). Tiene características antiinflamatorias, pero debido a que provoca irritaciones estomacales no se aplica como tal, sino en forma de sus derivados, siendo los más conocidos el ácido acetilsalicílico ("aspirina") y el salicilato de metilo (el éster con el alcohol metílico).

#### Efectos antipiréticos
La aspirina reduce la fiebre, mientras que su administración solo afecta ligeramente a la temperatura normal del cuerpo. Los efectos antipiréticos de la aspirina probablemente están mediados tanto por la inhibición de la COX en el sistema nervioso central como por la inhibición de la interleucina-1, liberada por los macrófagos durante los episodios de inflamación.
Se ha demostrado que la aspirina interrumpe la fosforilación oxidativa en las mitocondrias de los cartílagos y del hígado al difundir al espacio que está entre las dos membranas de la mitocondria y actuar como transportador de los protones requeridos en los procesos de la respiración celular.
Con la administración de dosis elevadas de aspirina se observa la aparición de fiebre debido al calor liberado por la cadena de transporte de electrones que se encuentra en la membrana interna de las mitocondrias, contrariamente a la acción antipirética de la aspirina a dosis terapéuticas. Además, la aspirina induce la formación de radicales de óxido nítrico (NO) en el cuerpo, lo cual reduce la adhesión de los leucocitos, uno de los pasos importantes en la respuesta inmune a infecciones, aunque aún no hay evidencias concluyentes de que la aspirina sea capaz de combatir una infección.
Datos publicados recientemente sugieren que el ácido salicílico y otros derivados de la aspirina modulan sus acciones de señalización celular por medio del NF-κB, un complejo de factores de transcripción que juegan un papel importante en muchos procesos biológicos, incluida la inflamación.

#### Efecto antiagregante plaquetario
Las dosis bajas de aspirina, de 81 mg diarios, producen una leve prolongación en el tiempo de sangrado, que se duplica si la administración de la aspirina continúa durante una semana. El cambio se debe a la inhibición irreversible de la COX de las plaquetas, por lo que se mantiene durante toda la vida de las mismas (entre 8 y 10 días).
Esa propiedad anti agregante plaquetaria hace que la aspirina sea útil en la reducción de la incidencia de infartos en algunos pacientes.
Son suficientes 40 mg de aspirina al día para inhibir una proporción adecuada de tromboxano A2, sin que tenga efecto inhibitorio sobre la síntesis de prostaglandina I2, por lo que se requerirán mayores dosis para surtir efectos antiinflamatorios.
En el año 2008 un ensayo demostró que la aspirina no reduce el riesgo de aparición de un primer ataque cardiaco o accidente cerebrovascular, sino que reduce el riesgo de un segundo evento para quienes ya han sufrido un ataque cardiaco o un accidente cerebrovascular. En mujeres que toman dosis bajas de aspirina cada dos días se disminuye el riesgo de un accidente cerebrovascular, pero no es un tratamiento que pueda alterar sustancialmente el riesgo de un infarto o muerte cardiovascular.
En general, para un paciente que no tiene enfermedad cardíaca, el riesgo de sangrado supera cualquier beneficio de la aspirina.

### Interacciones
El ácido acetilsalicílico ha sido profusamente estudiado lo que, añadido a su antigüedad, nos ha dado un amplio conocimiento de las interacciones con otros fármacos. Debido a la gravedad de los posibles efectos adversos como consecuencia de estas interacciones, hay que tenerlas muy presentes a la hora de su prescripción. Las más importantes están recogidas en las siguientes tablas, realizadas en función de los mecanismos de producción de las interacciones.

| Interacciones farmacodinámicas del ácido acetilsalicílico                                                                           | |
| Fármaco | Resultados de la interacción. |
| • Antiinflamatorios no esteroideos (AINE).                                                                                          | Puede incrementar el riesgo de úlceras y de hemorragias gastrointestinales, debido a un efecto sinérgico. |
| • Corticoides | Puede incrementar el riesgo de úlceras y de hemorragias gastrointestinales, debido a un efecto sinérgico. |
| • Diuréticos | La administración conjunta puede ocasionar un fallo renal agudo, especialmente en pacientes deshidratados. En caso de que se administren de forma simultánea ácido acetilsalicílico y un diurético, es preciso asegurar una hidratación correcta del paciente y monitorizar la función renal al iniciar el tratamiento.                                                                                            |
| • Inhibidores Selectivos de la Recaptación de Serotonina (ISRS).                                                                    | Aumenta el riesgo de hemorragia en general y de hemorragia digestiva alta en particular. |
| • Anticoagulantes orales | Aumenta el riesgo de hemorragia, por lo que no se recomienda. Si resulta imposible evitar una asociación de este tipo, se requiere una monitorización cuidadosa del INR. |
| • Trombolíticos y antiagregantes plaquetarios                                                                                       | Aumenta el riesgo de hemorragia. |
| • Inhibidores de la enzima convertidora de la angiotensina (IECA). • Antagonistas de los receptores de la angiotensina II (ARA II). | Ejercen un efecto sinérgico en la reducción de la filtración glomerular, que puede ser exacerbado en caso de alteración de la función renal. La administración a pacientes ancianos o deshidratados, puede llevar a un fallo renal agudo por acción directa sobre la filtración glomerular. Además, pueden reducir el efecto antihipertensivo, debido a la inhibición de prostaglandinas con efecto vasodilatador. |
| • β-bloqueantes | Disminución del efecto antihipertensivo debido a una inhibición de las prostaglandinas con efecto vasodilatador. |
| • Insulina y sulfonilureas | Aumenta el efecto hipoglucemiante. |
| • Ciclosporina | Aumenta la nefrotoxicidad de la ciclosporina debido a efectos mediados por las prostaglandinas renales. |
| • Vancomicina | Aumenta el riesgo de ototoxicidad de la vancomicina. |
| • Interferón α | Disminuye la actividad del interferón-α. |
| • Alcohol | Aumenta el riesgo de hemorragia digestiva. |

Las interacciones farmacocinéticas van a cubrir prácticamente todo el espectro de posibilidades en cuanto al mecanismo de producción, aunque se muestran como más interesantes las de origen metabólico. En este sentido, parece ser independiente de la CYP3A4 y, al igual que otros AINE, estar ligada a la CYP2C9. No obstante, su abundante metabolismo al margen del hígado, hace que no sean fundamentales sus interacciones a nivel del citocromo P450. Las más interesantes se muestran en la siguiente tabla:
| Interacciones farmacocinéticas del ácido acetilsalicílico. | |
| Fármaco                                                    | Resultados de la interacción |
| • Metotrexato                                              | Disminuyen la secreción tubular de metotrexato incrementando las concentraciones plasmáticas del mismo y por tanto su toxicidad.                                       |
| • Litio                                                    | Disminuyen la excreción de litio, aumentando los niveles de litio en sangre, que pueden alcanzar valores tóxicos.                                                      |
| • Uricosúricos                                             | Disminución del efecto uricosúrico y una disminución de la excreción del ácido acetilsalicílico alcanzándose niveles plasmáticos más altos.                            |
| • Antiácidos                                               | Pueden aumentar la excreción renal de los salicilatos por alcalinización de la orina.                                                                                  |
| • Digoxina                                                 | Incremento de los niveles plasmáticos de digoxina que pueden alcanzar valores tóxicos.                                                                                 |
| • Barbitúricos                                             | Aumenta las concentraciones plasmáticas de los barbitúricos. |
| • Zidovudina                                               | Aumenta las concentraciones plasmáticas de zidovudina al inhibir de forma competitiva la glucuronidación o directamente inhibiendo el metabolismo microsomal hepático. |
| • Ácido valproico                                          | Disminución de la unión a proteínas plasmáticas y una inhibición del metabolismo de ácido valproico.                                                                   |
| • Fenitoína                                                | Incremento de los niveles plasmáticos de fenitoína. |

Finalmente, la siguiente tabla muestra las interacciones no farmacológicas, manifestadas como alteraciones de los resultados de las pruebas de laboratorio:
| Interferencias analíticas del ácido acetilsalicílico. | |
| Resultados de la interacción. | Determinaciones analíticas afectadas. |
| Aumento biológico. | •fosfatasa alcalina •transaminasas (ALT y AST). •amoniaco •bilirrubina •colesterol •creatina quinasa •creatinina •digoxina •tiroxina libre •lactato deshidrogenasa (LDH). •globulina de unión a la tiroxina •triglicéridos •ácido úrico •ácido valproico            |
| Reducción biológica | • Estriol (orina). •tiroxina libre •glucosa •fenitoína •TSH •TSH-RH •tiroxina •triglicéridos •triyodotironina •ácido úrico •aclaramiento de creatinina |
| Aumento analítico | •glucosa •paracetamol •proteínas totales |
| Reducción analítica | •transaminasas (ALT). •albúmina •fosfatasa alcalina •colesterol •creatina kinasa •lactato deshidrogenasa (LDH). •proteínas totales •ácido 5-hidroxindolacético (orina). •ácido 4-hidroxi-3-metoxi-mandélico (orina). •estrógenos totales (orina). •glucosa (orina). |
| Nota: El aumento biológico consiste en un "verdadero aumento" del valor determinado, como consecuencia de la interacción con el organismo. El aumento analítico viene dado por una "falsa elevación" del valor determinado, como consecuencia de la interacción con los reactivos que forman parte de la técnica que determina los niveles de cada uno de ellos. De forma análoga ocurre con las reduccciones biológica y analítica. | |

En pacientes con cardiopatías establecidas, el ibuprofeno puede interferir con los efectos cardioprotectores de la aspirina cuando se administran ambos medicamentos al mismo tiempo.

## Uso clínico

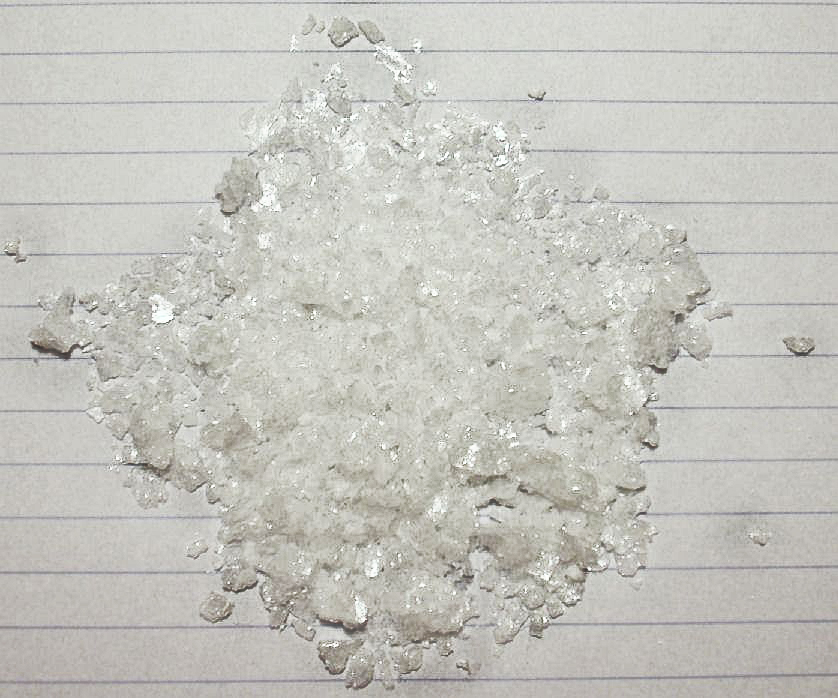
La aspirina en su forma purificada.

- Dolor leve y moderado de origen variados, como el dolor de cabeza, períodos menstruales, resfríos, dolor en los dientes y dolores musculares.[41]

Sin embargo, no es efectiva para el dolor visceral severo. La aspirina y otros AINE (antiinflamatorios no esteroideos) se han combinado con analgésicos opioides para el tratamiento del dolor causado por el cáncer, donde los efectos antiinflamatorios actúan sinérgicamente con los opioides para aumentar la analgesia. La combinación de aspirina con oxicodona —una clase de analgésicos narcóticos— se usa para aliviar desde el dolor moderado al moderadamente intenso.
- Enfermedad de Kawasaki, especialmente a dosis elevadas durante la fase febril.[59]
- Fiebre reumática, sobre todo la artritis reumatoide.
- Enfermedades autoinmunes tipo lupus eritematoso.[41]
- Otros trastornos inflamatorios de las articulaciones.

### Analgesia o antipiresis
Las dosis para alcanzar los efectos analgésicos o antipiréticos de la aspirina son menores de 0,6-0,65 gramos (600-650 miligramos), por vía oral. Dosis más elevadas pueden prolongar el efecto. La dosis habitual suele ser repetida cada 4 horas.
La dosis antiinflamatoria en niños es de 50 a 75 mg por cada kg de peso del niño cada día, dividida en varias dosis durante el día.
La dosis de entrada promedio para un adulto es de 45 mg/kg/día en dosis divididas.

### Protección cardiovascular
La aspirina disminuye la incidencia de ataques isquémicos, la angina inestable, trombosis de una arteria coronaria con infarto agudo de miocardio y la trombosis secundaria a un baipás coronario con una dosis preventiva diaria propuesta (en 2020) de 75-162 mg.

### Otros usos
Ciertos estudios epidemiológicos sugieren que el uso a largo plazo de la aspirina a bajas dosis se asocia con una reducción en la incidencia del cáncer colorrectal, así como el cáncer de pulmón, posiblemente por su asociación con efectos inhibitorios sobre la COX producida por adenocarcinomas, efectos supresores de prostaglandinas o incluso efectos directamente antimutagénicos.
También se ha estudiado el papel que juega la aspirina en reducir la incidencia de otras formas de cáncer. En varios estudios se demostró que la aspirina no reduce la aparición del cáncer de próstata.
Sus efectos en la prevención del cáncer de páncreas son mixtos, un estudio de 2004 encontró un aumento estadísticamente importante en el riesgo de contraer cáncer pancreático en mujeres que tomaban aspirina, mientras que un metaanálisis de varios estudios publicado en 2006 no encontró evidencias concluyentes de que la aspirina u otros AINE (antiinflamatorios no esteroideos) estuvieran asociados a un riesgo aumentado de esta forma de cáncer.
Es posible que la aspirina también tenga efectos positivos sobre el cáncer del tracto digestivo superior, pero las evidencias siguen aun siendo inconclusas.
Se ha hipotetizado que la aspirina es capaz de reducir la formación de cataratas en pacientes diabéticos, aunque en al menos un estudio se demostró que no es eficaz en esa acción.
Según científicos del Instituto de Neurociencia y Fisiología de la Universidad de Goteborg, en Suecia, una dosis diaria de aspirina puede ayudar a reducir el deterioro cerebral en personas de edad avanzada. No obstante, los expertos subrayan que «debido a los efectos secundarios peligrosos que puede tener la 'Aspirina', no se puede recomendar su uso masivo a fin de proteger la memoria».

### Efectos adversos
A las dosis habituales, los efectos adversos más comunes de la aspirina son la irritación gástrica, náuseas, vómitos, úlcera gástrica o duodenal, mientras que la hepatotoxicidad, asma, cambios en la piel y nefrotoxicidad son menos frecuentes. Se ha documentado que ocurre adaptación de la mucosa en pacientes con úlceras asociadas a la administración de aspirina de modo que se ha demostrado el mejoramiento espontáneo con el tiempo sin descontinuar la toma de la aspirina.
Su ingesta abusiva produce nefritis, que son los procesos inflamatorios y/o disfuncionales del riñón y vasodilatación periférica por acción directa sobre el músculo liso. A dosis altas algunos pacientes han informado vómitos, acúfenos, disminución de la audición, delirio, psicosis, estupor y vértigo los cuales son reversibles al reducir la dosis. A dosis aún mayores de salicilatos aparece una respiración profusa y coma resultado de un efecto directo sobre el bulbo raquídeo.
A niveles tóxicos de salicilatos se presenta alcalosis respiratoria seguida de acidosis metabólica por acumulación del salicilato, depresión respiratoria, cardiotoxicidad e intolerancia a la glucosa. Dos gramos o aún menos de aspirina al día pueden aumentar los niveles de ácido úrico en sangre, mientras que las dosis que sobrepasan los 4 gramos diarios disminuyen los uratos. Igual que el resto de los AINE (antiinflamatorios no esteroideos), la aspirina puede causar una elevación en las enzimas hepáticas, hepatitis, disfunción renal, sangrado y asma.

#### Sangrado
Algunas personas se ven menos afectadas que otras por el efecto antiagregante plaquetario de la aspirina. Un estudio ha sugerido que las mujeres son más resistentes a los efectos plaquetarios de la aspirina que los hombres y en otro estudio, cerca de un 30 % de los pacientes evaluados eran así de resistentes a la acción secundaria de la aspirina.
En ciertas ocasiones, puede aparecer un ligero sangrado gastrointestinal, por lo general causado por una gastritis erosiva que, con el tiempo, puede producir una deficiencia de hierro. En su forma comercial, no se debe administrar en niños menores de 12 años que padezcan gripe o varicela (por lo general se usa paracetamol en vez) y/o usar en conjunto con otros salicilatos, ya que puede conducir al Síndrome de Reye, enfermedad rara, pero muy grave.
La administración de aspirina durante un cuadro de dengue no se recomienda por razón de un aumento en el riesgo de hemorragias.
La administración de aspirina en madres antes del parto puede causar trastornos hemostásicos en recién nacidos, incluyendo petequias, hematuria, cefalohematoma, hemorragia conjuntival y sangrado durante o después de una circuncisión. Por su parte, las madres pueden presentar con sangrado confinado al período intraparto o puerperio. Por ello, la administración de aspirina debe ser evitada durante el embarazo y si se sospecha que la madre ha tomado aspirina en los cinco días antes del parto, el recién nacido debe ser evaluado para descartar sangrados.
Respecto a otras reacciones adversas (RAM), y a modo de resumen, se incluye una tabla siguiendo los criterios de la CIOSM.
| Reacciones adversas al ácido acetilsalicílico |                 | |
| Sistema implicado                             | Grupo CIOSM.    | Tipo de reacción |
| Aparato digestivo                             | Frecuentes      | Úlcera gástrica, úlcera duodenal, hemorragia gastrointestinal (melenas, hematemesis), dolor abdominal, dispepsia, náuseas, vómitos. |
| Aparato digestivo                             | Poco frecuentes | Hepatitis |
| Aparato respiratorio                          | Frecuentes      | Espasmo bronquial paroxístico, disnea grave, rinitis.                                                                               |
| Piel y tejido subcutáneo                      | Frecuentes      | Urticaria, erupciones cutáneas, angioedema.                                                                                         |
| Piel y tejido subcutáneo                      | Poco frecuentes | Sudoración |
| Sangre y sistema linfático                    | Frecuentes      | Hipoprotrombinemia |
| Sistema nervioso                              | Poco frecuentes | Mareos, confusión, tinnitus, sordera                                                                                                |
| Genitourinario                                | Raros           | Insuficiencia renal y nefritis intersticial aguda                                                                                   |
| Otros                                         | Poco frecuentes | Síndrome de Reye, cefalea. |
| Otros                                         | Raros           | Reacciones anafilácticas o anafilactoides                                                                                           |

De forma global, puede afirmarse que entre el 5 % y el 7 % de los pacientes experimenta algún tipo de efecto adverso.

#### Sobredosis
Tomar más de 150 mg/kg de aspirina puede provocar resultados graves e incluso mortales si no se recibe tratamiento. Para un adulto pequeño, eso equivale aproximadamente a tomar 20 tabletas que contienen 325 mg de aspirina. Los niños pueden resultar afectados con niveles mucho más bajos.
Los pacientes con una sobredosis accidental o intencional de aspirina son sometidos a un lavado gástrico con carbón activado y se instala una producción abundante de orina alcalina. De presentar trastornos como hipertermia o desequilibrios en los electrolitos, deben ser restablecidos.
En las intoxicaciones severas, puede que sea necesaria la hemodiálisis o, rara vez, la ventilación asistida. A menudo se emplean infusiones de bicarbonato de sodio para alcalinizar la orina conllevando a un aumento en el salicilato excretado fuera del cuerpo.

### Contraindicaciones
La acción antiplaquetaria de la aspirina hace que esté contraindicada en pacientes con hemofilia.
Aunque en el pasado no se recomendaba el uso de la aspirina durante el embarazo, la aspirina puede tener utilidad en el tratamiento de la preeclampsia e incluso en la eclampsia.
La aspirina no debe administrarse en personas con antecedentes alérgicos al ibuprofeno o al naproxeno, o quienes sean de alguna forma intolerantes a los salicilatos o a los AINE (antiinflamatorios no esteroideos) y se debe ejercer moderación en la prescripción de aspirina a pacientes asmáticos o con broncoespasmo inducida por los AINE. 
Por motivo de su acción sobre la mucosa estomacal, se recomienda que los pacientes con enfermedad renal, úlceras pépticas, diabetes, gota o gastritis consulten con un profesional de la salud antes de tomar aspirina.Aún en la ausencia de estas enfermedades, siempre existe el riesgo de sangrado gastrointestinal cuando se combina la aspirina con el licor o la warfarina.
Se ha demostrado que la aspirina puede causar anemia hemolítica en pacientes con deficiencia de glucosa-6-fosfato deshidrogenasa (G6PD), en especial a grandes dosis y dependiente de la severidad de la enfermedad.

### Presentaciones
Respecto a las dosis, habitualmente las más bajas (300 mg o menos) se suelen utilizar como antiagregante plaquetario, ya que su uso en niños se ha restringido mucho. Las más elevadas se utilizan buscando el efecto analgésico/antipirético o el antirreumático. Respecto a las presentaciones se puede decir que prácticamente se han estudiado todas las posibles formas galénicas para el uso clínico del ácido acetilsalicílico. Las que a continuación se describen son las más comúnmente utilizadas:
- Comprimidos de 25 mg, 100 mg, 125 mg, 250 mg, 300 mg, 500 mg, 650 mg
- Comprimidos masticables de 500 mg
- Comprimidos efervescentes de 500 mg
- Comprimidos recubiertos de 100 mg y 300 mg
- Granulado efervescente, sobres de 500 mg
- Cápsulas (asociado a otros fármacos) para presentación retardada
- También podemos encontrarlo en dosificaciones inusuales, como la de 267 mg, asociado a otras sustancias.

Igualmente, existen multitud de presentaciones con otros fármacos asociados, habitualmente para el tratamiento de procesos catarrales. Es el caso de las asociaciones con fenilefrina, clorfenamina, cafeína, vitamina C (ácido ascórbico levógiro) o sustancias del complejo vitamínico B. Otras veces se asocia a otros fármacos para aumentar su efecto antiagregante (dipiridamol), o analgésico (paracetamol).
Respecto a los excipientes habituales se da una situación parecida. Tanto la forma galénica como las características organolépticas del fármaco obligan al uso de determinado tipos de excipientes. Sin embargo, el gran número de laboratorios que lo fabrican como fármaco genérico hace que los excipientes que podamos encontrarnos sean sumamente variables. No obstante, a continuación se listan los que se suelen incluir en la forma comercial Aspirina (probablemente la más vendida en el mundo) y algunos de los más usuales en las formas genéricas:
- Colorantes:
  - amarillo anaranjado S (E-110).
  - colorante amarillo de quinoleína (E-104).
- Conservantes y antioxidantes:
  - ácido sórbico (E-200).
  - Citratos: ácido cítrico anhidro (E-330), citrato de sodio (E-331).
- Estabilizantes y emulgentes:
  - Celulosa en polvo (E-460 II).
  - Estearato de calcio (E-470 A).
- Reguladores del pH y antiaglutinantes:
  - Carbonatos: carbonato de sodio (E-500), Hidrogenocarbonato de sodio (E-500 I), carbonato de magnesio pesado (E-504).
- Otros:
  - Edulcorantes, como el aspartamo (E-951), el manitol (E-421) o el almidón de maíz (gelificante y espesante).
  - Aromatizantes muy variables, entre ellos el aroma de zumo de mandarina, aroma de naranja o aroma seco especial,
  - Carmelosa de sodio, celulosa microcristalina.
  - Los comprimidos recubiertos suelen llevar en la capa externa copolímero de ácido metacrílico tipo C, dodecilsulfato de sodio (E-514), polisorbato 80, talco o citrato de trietilo (E-1505).

## Sustitutos de la aspirina
Debido a los efectos secundarios menores de la aspirina, y a que algunas personas son alérgicas a ella, se pueden utilizar varias sustancias como sustitutas. El más común es el paracetamol, denominado acetaminofén en EE. UU., que reduce la fiebre y alivia el dolor de manera muy semejante a la aspirina, aunque no tiene actividad antiinflamatoria. El uso excesivo de paracetamol puede ocasionar daño renal y hepático. Un segundo sustituto común es el ibuprofeno, que funciona como la aspirina para reducir dolor, fiebre e inflamación. Otra adición a la familia de los sucedáneos de la aspirina que se venden sin receta es el naproxeno. Su principal ventaja es su efecto duradero. Mientras que casi todos los analgésicos requieren dosis cada 4-6 horas, una sola tableta de naproxeno dura 8-12 horas.